# 永康下里

永康下里地圖（參考臺灣堡圖繪製；紅色虛線為堡里界線，黃色虛線為街庄界線）
三份仔庄後甲庄虎尾藔庄

永康下里，是台灣南部自清治時期至日治初期的一個行政區劃，其範圍即今台南市的北區東部及東區東北部。
永康下里北邊為內武定里、永康上中里，東邊為長興上里、長興下里，南邊為仁德北里、仁和里，西邊為臺南市、外武定里。

## 管轄街庄
永康下里共轄3個庄：
- 今北區境內：三份仔庄
- 今東區境內：後甲庄、虎尾藔庄